# 中国—南非关系
中国—南非关系（中南关系），指中华人民共和国与南非共和国（以下簡稱「南非」）之间的双边外交关系。

## 歷史
南非种族隔离制度取消以前，两国在官方上不存在外交关系，甚至处于非正式的敌对状态。朝鲜战争中，参加联合国军的南非空军与中国人民志愿军对抗。南非与退居台湾的中华民国有着紧密的外交关系。中国与反对种族隔离制度的阿扎尼亚泛非主义者大会有着紧密的关系，并对其给予支持与帮助。
两国贸易关系始于1958年，中国贸易代表团访问了南非联邦，并于随后两年得到较快的发展。中国与南非的贸易额为1,391.2万美元，约占中国对非贸易总额的12.3%。为了支持南非黑人反对种族隔离，中国政府宣布自1960年7月起断绝与南非的一切贸易往来，并于1961年3月28日由中国国际贸易促进委员会将此事告知南非。1963年5月，首届非洲国家首脑会议召开，谴责了南非的种族歧视政策，呼吁各国同南非政府断绝外交和经济上的关系。1963年7月15日，新华社受权发表声明，重申中国政府今后将继续不与南非当局发生任何直接的、间接的经贸关系。对于1964年7月第二届非洲国家首脑会议关于继续抵制南非的呼吁，《人民日报》发表社论，称中国“将继续对南非殖民当局实行贸易和外交抵制，继续坚决支持南罗得西亚人民、葡属非洲殖民地人民和其他还处于殖民统治下的非洲人民的正义斗争”。
1994年，南非种族隔离政权倒台，非国大领导人曼德拉成为首位黑人总统。由于中国在南非种族隔离时期对非国大给予了支持和帮助，中南建交成为一件看起来理所应当的事。然而，当时实行“務實外交”的中华民国政府对非国大提供了1,100万美元的資金支援，使得曼德拉认为与中华民国立即断交是“不道德的”，中南建交就此搁浅。时任中国外交部非洲司司长对南非其中八個省的省長进行了访问，八位省長由于皆为非国大成员，对中南建交表示支持，对曼德拉从内部造成了巨大的压力。香港移交成为中南建交的催化剂。南非在香港有着经济利益并设领馆。香港回归以后，南非驻港领馆将被关闭。有迫于此，1997年1月，南非邀请中方赴南谈判。6月，南非代表赴京谈判。南非方面同意与台湾方面断交、废约、闭馆。中方同意南非保留其驻港领馆从7月1日至12月31日。民航安排及互免签证待遇暂时不变。
1997年12月30日，中南两国签署《中华人民共和国政府和南非共和国政府关于两国建立外交关系的联合公报》，宣布决定自1998年1月1日起相互承认并建立大使级外交关系。
2000年4月24日至27日，中华人民共和国国家主席江泽民访问南非，是中国国家元首首次访问南非，期间两国元首签署《中华人民共和国与南非共和国关于伙伴关系的比勒陀利亚宣言》，宣布建立伙伴关系，同时成立“国家双边委员会”定期召开会议磋商两国合作事务。

## 经貿關係
1992年时，中南贸易总额为1,400万美元。到1998年中南建交时，中南贸易总额增长到了14亿美元。2010年，两国之间贸易值增至256亿美元，南非主要向中国出口第一产业。2010年12月，中国正式邀请南非加入“金砖四国”。南非将拓展与包含中国在内的“金砖四国”的贸易关系。此外，在约翰内斯堡交易所上市的納斯帕斯公司是腾讯公司的最大股东。实行改革开放的中国，在消除贫困、促进经济发展等方面取得了成果，南非政府愈来愈希望借鉴中国的成功经验来发展国家。南非国内也有声音呼吁总统祖玛学习中国。
据各媒体报道，自2000年至2011年，南非大约确立了37个中国官方的开发性金融项目。这些项目包括南非发展银行与国家开发银行间价值25亿的合作协议，金川矿业出资8.77亿美元在南非兴建铂金矿场，以及华强集团出资2.5亿在约翰内斯堡修建主题公园。

## 钱其琛的秘密访问
1990年代初期，中南建交以前，中国原外交部部长、国务委员钱其琛曾秘密访问南非，以会见高级政府官员与视察未来的使馆馆舍。时任南非外交部部长皮克·博塔打断了此访，未能让钱其琛参加南非民主大会（Convention for a Democratic South Africa，簡稱CODESA）。1991年10月，一个皮克·博塔参加的南非代表团赴京，以会见钱其琛。

## 达赖问题
1996年，达赖喇嘛访问南非，拜见了时任南非总统曼德拉。此后，达赖分别于1999年和2004年访问南非。2009年3月，达赖被南非官方拒绝入境，以免对南非2010年世界杯足球赛造成负面影响。这引发了南非国内的一场关于与中国政经关系的政治辩论，反对者谴责政府背叛了南非主权。支持者认为让达赖访南会造成中南关系消极的结果，并指出中法商界关系因法国总统萨科齐会见达赖而受到影响。
2011年10月，达赖受邀在德斯蒙德·图图的八十周岁生日庆典上发表演讲。达赖方面谴责南非政府因受中国政府施压而推迟其签证申请。南非政府否认受中方施压，并反驳达赖未提交任何签证。生日三天前，达赖宣布因未期望获准签证入境南非，将不出席庆生活动。图图发表回应称非国大政府“比种族隔离制政府还糟糕”，并声称政府应如阿拉伯之春的方式被推翻。达赖以视频的方式参加了该庆典，声称中国是一个“建立在谎言基础上，由伪君子运作”的国家。反对者以及南非工會大會谴责非国大政府“背叛了南非的主权和《宪法》”。

## 南非华人
南非华人是南非的中华民族移民族群。他们及其祖先从荷兰殖民时代开始移民南非开普殖民地。自2000年开始，大约有35万中国移民来到南非定居，这些移民大多来自中国大陆。